# کوکسیدیومایکوزیس
کوکسیدیومایکوزیس (به انگلیسی: Coccidioidomycosis) یا تب دره یک بیماری قارچی ناشی از گونه‌های Coccidioides است .این موجودات در خاک مناطق نسبتاً کم آب زندگی می‌کنند از جمله جنوب غربی ایالات متحده آمریکا، بخشهایی از مکزیک و جنوب امریکا. اغلب افرادی در معرض این بیماری هستند که فعالیت هایشان آنها را در معرض گرد و غبار و خاک آلوده به قارچ قرار می‌دهد (مانند ساخت و ساز، کار کشاورزی، آموزش‌های نظامی و اکتشافات باستان شناسی)

## بیماریزایی
روش ابتلا به Coccidioides با استنشاق اسپور قارچ است . پس از استنشاق آن هاگ در ریه‌ها، از (arthroconidia) به سلول‌های کروی به نام "spherules تبدیل می‌شود. ۷ تا ۲۱ روز پس از قرار گرفتن فرد در معرض هاگ یک عفونت حاد تنفسی شبیه آنفلوآنزا رخ می‌دهد که معمولاً بهبود می‌یابد. با این حال، این عفونت ممکن است به صورت متناوب در یک وضعیت مزمن ریوی یا انتشار به مننژ، استخوان، مفاصل، کلیه، و بافت‌های زیر پوستی و جلدی ادامه یابد (عفونت‌های خارج ریوی Extrapulmonary). حدود ۲۵٪ از بیماران مبتلا به بیماری منتشر ( به خصوص موارد درمان نشده)به مننژیت مبتلا می‌شوند.
شش‌ها شایع‌ترین مناطق آسیب دیده هستند. در ۶۰-۶۵% از افراد مبتلا به coccidioidomycosis، عفونت ریوی دیده می‌شود. عوارض این بیماری عبارتند از سرفه، تب، کاهش وزن و خستگی.

## آزمون تشخیصی
عفونت قارچی می‌تواند با تهیه لام میکروسکوپی از سلول‌های تشخیصی در مایعات بدن ، exudates، بزاق و بیوپسی بافت تشخیص داده شود. 

## درمان
درمان با داروهای ضد قارچ مانند فلوکونازول (fluconazole) و آمفوتریسین بی (amphotericin) می‌باشد.

## نگارخانه

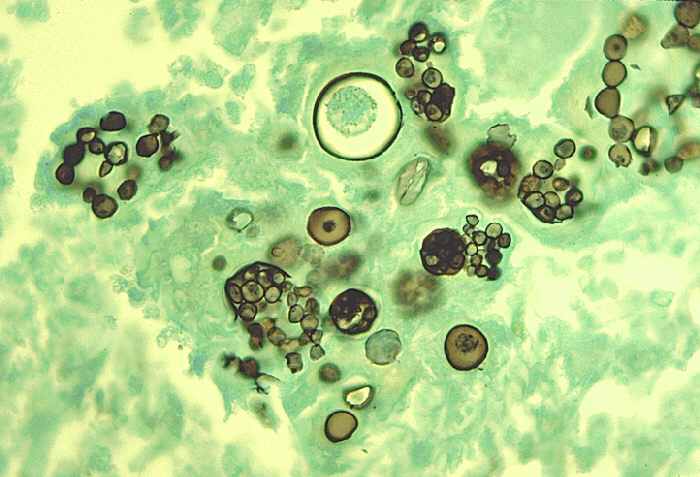
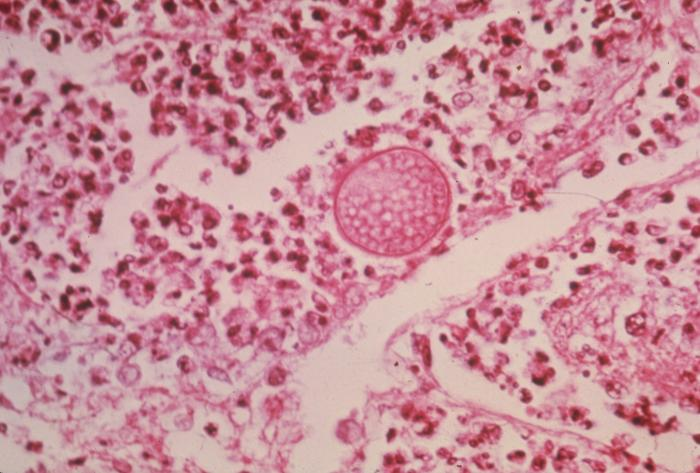